# Zespół Verloesa-Depreza
Zespół Verloesa-Depreza (ang. Verloes-Deprez syndrome) – rzadka wrodzona choroba dziedziczona autosomalnie recesywnie, opisana po raz pierwszy w 2003 roku.

## Objawy
- wyraźna skolioza z wczesnym początkiem;
- niepostępująca hipotonia mięśni bez oznak słabości mięśniowej, miopatia;
- opóźniony rozwój ruchowy;
- obniżona masa i wielkość ciała;
- (dwuoczna) anomalia Duane’a typu III;
- oczopląs.

Biopsja mięśni wykazuje niespecyficzną miopatię.

## Różnicowanie
- Zespół Crisfielda-Dretakisa-Sharpe’a (tu masa ciała i wzrost w normie, brak odchyleń od normy w zakresie mięśni).

## Leczenie
- objawy oczne – leczenie jak w zespole Duane’a,
- skolioza – niezbędne leczenie operacyjne.